# Marine Corps Air Ground Combat Center Twentynine Palms

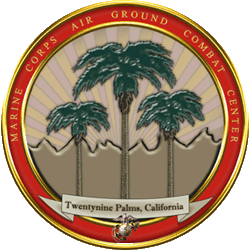
Sigill.

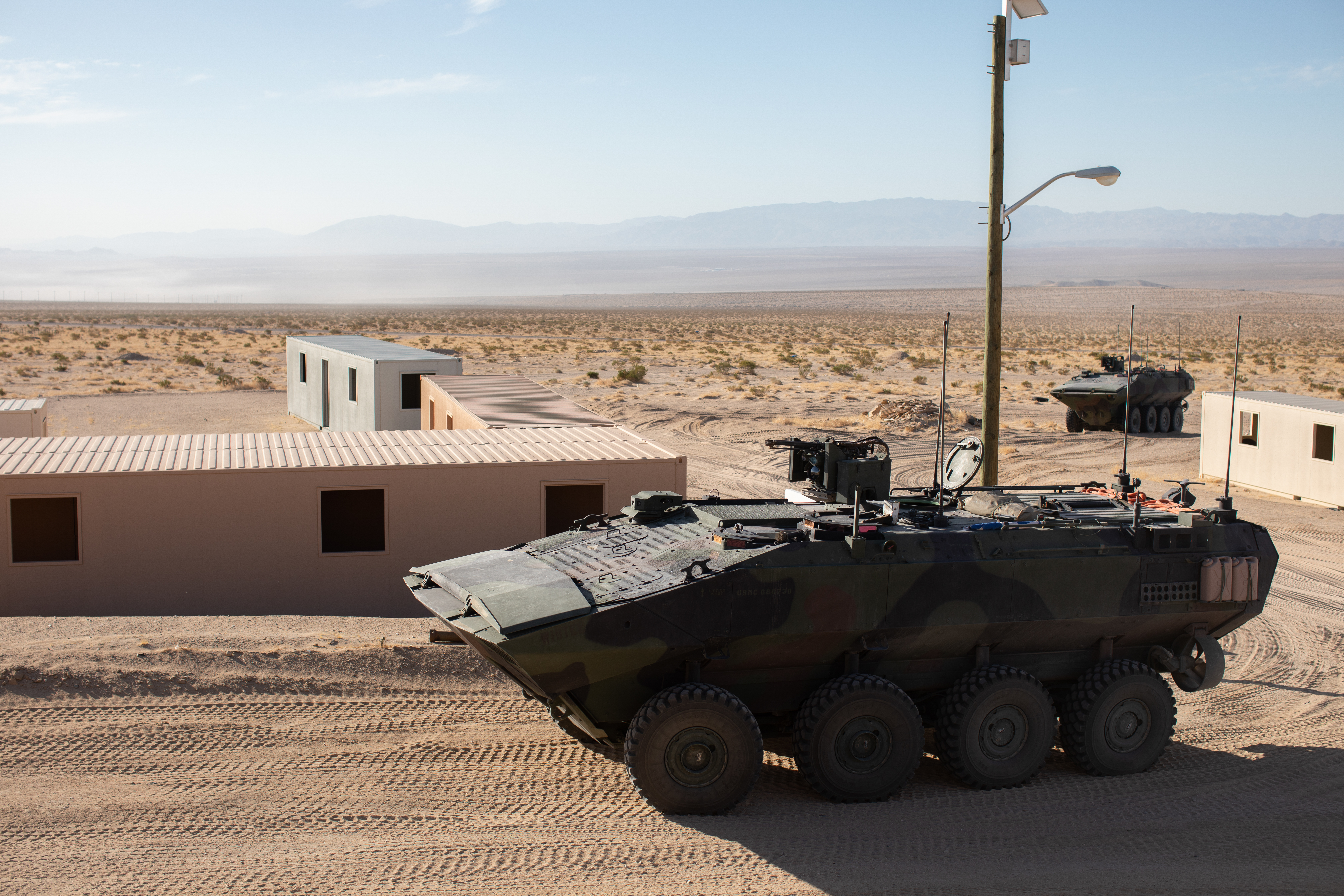
Övning på Marine Corps Air Ground Combat Center i april 2021 med amfibie- och pansarskyttefordon av typ Amphibious Combat Vehicle (ACV).

Marine Corps Air Ground Combat Center (förkortning: MCAGCC, även informellt benämnt som 29 Palms) är en militär anläggning tillhörande USA:s marinkår som är belägen utanför staden Twentynine Palms i San Bernardino County i delstaten Kalifornien.

## Bakgrund
MCAGCC används som övningsområde för krigföring med mark- och luftstridskrafter i ökenmiljö och strid i bebyggelse, för det sistnämnda finns CAMOUT som till ytan motsvarar centrala delen av San Diego. Marinkåren har använt anläggningen sedan 1952, dessförinnan hade flygplatsen på området tillhört flottan som 1944 övertog den från USA:s arméflygvapen.
På anläggningen arbetar 12 500 militärer samt 21 000 civilanställda och inom den privata sektorn. Vidare finns tjänstebostäder för 24 000 anhöriga.